# Бузьки
Бузьки́ — колишнє село у складі Чорнобаївського району Черкаської області. Розташовувалось між сусідніми селами Демки на півночі, Мойсинці на сході, Пищики на південному заході та Мітьки на північному заході; у болотистій пригирловій місцевості річки Ірклій.

## Історія
Селище є на мапі 1826-1840 років
У 1862 році у селищі казеному Бузьки було 120 дворів де жило 785 осіб (380 чоловічої та 403 жиночої статі)
Станом на 1885 рік населення села становило 1164 особи, які проживали у 190 дворах. У селі були постоялий будинок, працювали 8 вітряних млинів.
В адміністративному відношенні село спочатку належало до Мойсенської волості Золотоніського повіту Полтавської губернії. 1923 року село увійшло до складу Іркліївського району Черкаської, з січня 1930 року Шевченківської округи; з 27 лютого 1932 року — у складі Київської, з 22 вересня 1937 року Полтавської, а з 7 січня 1954 року у складі новоствореної Черкаської області. З листопада 1959 року, коли Іркліївський район був ліквідований, село відійшло до складу Староковрайської сільради Чорнобаївського району Черкаської області.
1960 року село було виключене з облікових даних у зв'язку із затопленням долини Дніпра водами Кременчуцького водосховища.
За даними з різних джерел у селі в роки Голодомору 1932—1933 років загинуло 10 осіб, серед яких одна дитина.